# Костанян, Айказ Аркадьевич
Айказ (Гаказ, Гайказ) Аршакович (Аркадьевич) Костанян (Костаньян, Кастаньян) (1898, Тифлис — 21 апреля 1938) — советский партийный деятель.
Член РСДРП(б) с сентября 1916 г., член ЦКК ВКП(б) (1930-34). Первый секретарь ЦК КП (б) Армении (1928—1930).

## Биография
Член РСДР(б) c 1916 г.
Окончил школу Нерсисян (1916) в Тифлисе, семинарию Геворгян в Эчмиадзине, обучался на медицинском факультете Саратовского университета. В
1928 г. окончил Курсы марксизма при Институте Красной профессуры.
- 1918 г. — комиссар просвещения (Саратов).
- 1919—1920 гг. — ответственный секретарь Заграничного бюро ЦК КП(б) Армении, председатель Заграничного бюро ЦК КП(б) Армении.
- 1920—1921 гг. — секретарь ЦК КП(б) Армении, народный комиссар труда Армянской ССР.
- 1921—1922 гг. — народный комиссар социального обеспечения Армянской ССР, народный комиссар внутренних дел Армянской ССР.
- 1922—1925 гг. — секретарь ЦК КП(б) Грузии.
- 1928—1930 гг. — первый секретарь ЦК КП(б) Армении.
- май-декабрь 1930 г. — первый секретарь Крымского областного комитета ВКП(б).
- 1931—1934 гг. — секретарь Всемирного интернационала профсоюзов.
- 26 января—10 февраля 1934 года делегат XVII съезда ВКП(б) с совещательным голосом[3].
- 1934—1937 гг. — начальник политического отдела железной дороги имени Ф. Э. Дзержинского (Московско-Курской).

Член Центральной контрольной комиссии ВКП(б) (1930—1934).
В октябре 1937 г. был необоснованно репрессирован, расстрелян, реабилитирован посмертно.

## Награды
- Орден Ленина (4.04.1936) — за перевыполнение государственного плана железнодорожных перевозок 1935 года и 1 квартала 1936 года, за достигнутые успехи в деле лучшего использования технических средств железнодорожного транспорта и его предприятий.